# Les Doigts dans la tête
Pour plus de détails, voir Fiche technique et Distribution.
Les Doigts dans la tête est un film français réalisé par Jacques Doillon, sorti en 1974.

## Synopsis
Chris, apprenti boulanger, est renvoyé par son patron. Il décide d'entrer en colocation avec son ami Léon. Il rencontre Liv, une jeune Suédoise et sa petite amie Rosette[pas clair]. Les affaires professionnelles et l'éducation sentimentale interfèrent : à l'issue de cette expérience, les trois jeunes ouvriers vont changer de regard sur leur vie respective. Et du départ de Liv, à la fois délurée et très mature[pas clair],,.

## Fiche technique
- Réalisation : Jacques Doillon
- Scénario : Jacques Doillon
- Images : Yves Lafaye
- Décors : Manuel Durouchoux
- Son : Alain Contrault
- Montage : Noëlle Boisson
- Production : U.Z Productions
- Distribution : U.Z Diffusion
- Format : 35 mm, Noir et blanc
- Genre : comédie dramatique
- Durée : 104 minutes

## Distribution
- Christophe Soto : Chris
- Olivier Bousquet : Léon
- Ann Zacharias : Liv
- Roseline Villaumé : Rosette
- Martin Trévières : le patron
- Pierre Fabien : le syndicaliste
- Gabriel Bernard : François
- Maryline Even : la fille du foyer
- Joëlle Marin et Alain Vibé : le jeune couple du pavillon
- Gilette Barbier : la mère de Rosette
- Denise Bonal : la boulangère
- Philippe Nahon : l'ouvrier boulanger
- Marcel Gotlib : le disquaire
- François Béranger : l'ami de Liv